# 草薙良一
草薙 良一（くさなぎ りょういち、1946年5月17日 - 2023年8月2日）は、日本の俳優、演出家。秋田県仙北市出身。秋田県立角館高等学校卒業。現代制作舎に所属。

## 来歴・人物
1970年代から1980年代前半にかけて日活ロマンポルノ映画で活躍。テレビでは刑事ドラマへの悪役としての出演が多数ある。
近年は時代劇や2時間ドラマに出演する一方、舞台公演を中心に活動。2008年5月よりなぎプロダクション代表を務め、自身の作・演出による創作演劇のプロデュースに取り組んでいる。2008年11月には同プロダクションの旗揚げ記念公演として、故郷・秋田を舞台とした『新説 おばこ旅館物語 かたくりの花編』を上演した。
俳優の草薙幸二郎は同姓から兄と誤解されがちだったが、両者に縁類関係はない。ただし、良一のプロデュース公演の舞台や、テレビドラマや映画の共演も数多く、深い親交があった。
特技は殺陣、秋田弁、理容免許、水泳、釣り、ゴルフ。

## 出演

### 映画
- 八甲田山（1977年、東宝）
- あすも夕やけ（1977年、近代映画協会）
- 果てしなき絶頂（1978年、にっかつ）
- 生贄の女たち（1978年、東映）
- 天使のはらわた 赤い教室（1979年、にっかつ） - マー坊
- 天使のはらわた 名美（1979年、にっかつ） - マー坊
- 狂った性欲者 主婦を襲う!（1979年、にっかつ）
- 太陽を盗んだ男（1979年、キティ・フィルム）
- 団鬼六 花嫁人形（1979年、にっかつ）
- レイプハンター 狙われた女（1980年、にっかつ） - 三上巌
- スケバンマフィア 恥辱（1980年、にっかつ） - 勝
- 月光仮面（1981年、日本ヘラルド映画）
- とりたての輝き（1981年、東映） - サラ金店員
- ズームアップ ビニール本の女（1981年、にっかつ） - 川本
- あんねの子守唄（1982年、にっかつ） - 星野信彦
- 黒い下着の女（1982年、にっかつ） - スナックの男
- 団鬼六 蒼いおんな（1982年、にっかつ） - 大河内春樹
- 宇能鴻一郎の姉妹理容室（1983年、にっかつ） - 股野保
- 十階のモスキート（1983年、ATG） - 岡村
- 探偵物語（1983年、東映） - 黒背広の男
- 夜明けのランナー（1983年、東宝）
- 序の舞（1984年、東映） - 滝川恭山
- 不純な関係（1984年、にっかつ） - 蝶ネクタイの男
- ラスト・キャバレー（1988年、にっかつ） - 加藤光男
- 異人たちとの夏（1988年、松竹） - 呼び込みの男
- 山田村ワルツ（1988年、松竹）
- 座頭市（1989年、松竹）
- われに撃つ用意あり（1990年、松竹） - ポン引きの男
- 昭和鉄風伝 日本海（1991年、日本ビクター） - 川辺組組長・川辺勇市
- 魚からダイオキシン!!（1992年、松竹）
- 免許がない!（1994年、東宝）
- あぶない刑事フォーエヴァー THE MOVIE（1998年、東映）
- 難波金融伝・ミナミの帝王 劇場版 PARTXI 追憶（1998年、ケイエスエス） - 麻雀屋主人
- 刑務所の中（2002年、ザナドゥー） - 藤島
- 図書館戦争（2013年、東宝） - 野辺山宗八
- かぐらめ（2015年10月24日、奥秋泰男監督）

### オリジナルビデオ
- あんこう（1991年）
- サラ忍マン（1997年、ケイエスエス）
- 内閣特務捜査官ORDER2（1998年） - レッドドラゴン(九龍) コウ
- 堕悪 〜DARK〜（2011年） - 刑事 佐伯係長
- 大阪風紀委員会（2011年） - 末終町町内会長 伊丹源三(那美組組員カズオの祖父)

### テレビドラマ
- 夜明けの刑事 第95話「フランケンシュタインの怒り!」（1976年、TBS / 大映テレビ）
- 特別機動捜査隊 第789話「新春…危機一髪」（1977年、NET / 東映） - 警官B
- 大河ドラマ（NHK）
  - 花神 第20話「夷人館燃ゆ」（1977年）
  - 黄金の日日（1978年） - 竜門
  - 獅子の時代（1980年） - 石田
  - 翔ぶが如く 第一部 第13話「正助の布石」（1990年） - 役人
  - 花の乱（1994年）
  - 元禄繚乱（1999年） - 真田信利
  - 功名が辻（2006年） - 長束正家
- いろはの"い" 第32話「訣別・わかれ」（1977年、NTV / 東宝） - 通り魔
- 横溝正史シリーズ 三つ首塔（1977年、MBS / 東宝）
- 大都会シリーズ（NTV / 石原プロ）
  - 大都会 PARTII（1978年）
    - 第43話「城西署爆破計画」 - 城西署職員
    - 第50話「射殺命令」 - 狙撃隊員

  - 大都会 PARTIII
    - 第9話「高層の狙撃者」（1978年） - 木村
    - 第15話「報復」（1979年）
    - 第19話「警官ギャング」（1979年） - 渡辺
    - 第35話「野獣狩り」（1979年） - 井上達夫
    - 第48話「囮作戦」（1979年） - 海野
- 太陽にほえろ!（NTV / 東宝）
  - 第297話「ゴリ、爆走!」（1978年） - 和田次郎
  - 第339話「暴発」（1979年） - 竜神会組員
  - 第374話「直感」（1979年）
  - 第583話「三人の未亡人」（1983年） - 伊村安夫
  - 第596話「戦士よ翔べ!」（1984年） - 西河祥平
  - 第630話「必死のマミー」（1984年） - 松本（矢部の部下）
  - 第672話「再会の時」（1985年） - 氷室忠
- 大空港（1979年、CX / 松竹）
  - 第24話「特捜部対ヤクザの斗い パートII」 - 小野寺（半田組）
  - 第54話「ザ・キラー」 - 安田
- 西部警察シリーズ（ANB / 石原プロ）
  - 西部警察
    - 第1話「無防備都市 -前編-」（1979年） - 銀行強盗犯
    - 第11話「燃えつきた獣たち」（1979年） - 堀茂雄の部下
    - 第31話「新人・リューが翔んだ」（1980年） - 立川（伊丹弘の部下）
    - 第46話「消えた一時間」（1980年） - 小松（暴力犯）
    - 第56話「時間よ止まれ!」（1980年） - 井出秀一
    - 第71話「燃える罠からの脱出」（1981年） - 風間の仲間
    - 第86話「決断12時」（1981年） - 近藤久
    - 第99話「二つの顔」（1981年） - 戸倉の刑務所仲間
    - 第105話「謎のルート・マカオ」（1981年） - 坂口
    - 第124話「木暮課長、不死鳥の如く・今」（1982年） - ゲイボーイ

  - 西部警察 PART-II（1982年）
    - 第5話「消えた身代金」 - 森田隆
    - 第17話「絶命!! 暴走トラック」 - 梅津三郎

  - 西部警察 PART-III
    - 第8話「1983，西部署配属 -五代純-」（1983年） - 米倉
    - 第26話「ぼくらは少年探偵団」（1983年） - 木俣（ゲイボーイ）
    - 第67話「真夜中のゲーム」（1984年） - 井田商会構成員
- 噂の刑事トミーとマツ（TBS / 大映テレビ）
  - 第1シリーズ（1980年）
    - 第16話「マツがクビ、トミコ頼むぞ」 - 安田
    - 第28話「トミーびっくり、マツの変身」 - 赤羽大造

  - 第2シリーズ 第17話「アリャ?! カラテ美女の意外な弱点」（1982年）
- 大捜査線 第6話「青春心中」（1980年、CX / ユニオン映画）
- 探偵物語 第24話「ダイヤモンド・パニック」（1980年、NTV / 東映ビデオ） - 阿久津
- 大江戸捜査網（12ch→TX / 三船プロ）
  - 第446話「故郷偲ぶ薄幸の女」（1980年）
  - 第499話「隠密対殺し屋 地獄の決斗」（1981年）
  - 第562話「おんな武士道 赤い暗殺網」（1982年） - 戸川
  - 第595話「父が叫ぶ! 非行少女暴走絵図」（1984年） - 定八
- 特捜最前線（ANB / 東映）
  - 第159話「ポルノ雑誌殺人事件!」（1980年）
  - 第191話「ジングルベルを聴く婦警!」（1980年）
  - 第209話「三千万を拾った刑事!」（1981年）
  - 第352話「レイプ・紅い靴の女!」（1984年）
- ミラクルガール 第19話「地上最強の美女対必殺邪拳」（1980年、12ch / 東映）
- 少年ドラマシリーズ / ぼくとマリの時間旅行（1980年、NHK）
- 特命刑事 第7話「逃亡地帯」（1980年、NTV / 東映） - 日高圭一
- ザ・ハングマンシリーズ（ABC / 松竹芸能）
  - ザ・ハングマン 燃える事件簿 第2話「その命五千万」（1980年） - 高木（高木ジャーナル）
  - 新ハングマン 第15話「通り魔に夫の出世を賭ける妻」（1983年） - 高木
  - ザ・ハングマン4 第9話「美人コンパニオンが消されていく!」（1984年） - バーのマスター
  - ザ・ハングマンV 第10話「ファルコンが宝石強盗の襲撃に加わる!」（1986年） - 柴崎
  - ハングマンGOGO 第11話「裸女も貸します 殺人バンク!」（1987年） - 岩津
- 元気です!（1980年 - 1981年、TBS） - 田沼
- 柳生あばれ旅 第20話「壺振り女の恨み節 -四日市-」（1981年、ANB / 東映） - 清助
- 水曜時代劇（NHK）
  - 立花登・青春手控え 第1話「雨上がり」（1982年）
  - 御宿かわせみ 第2シリーズ 第17話「梅一輪」（1983年） - 丑松
  - 腕におぼえあり3 第2話「再会」（1993年） - 弥三
- 文吾捕物帳 第21話「失った女の過去」（1982年、ANB / 三船プロ） - 越前屋
- 同心暁蘭之介 第43話「小さな恋人」（1982年、CX）
- 眠狂四郎円月殺法 第16話「悪女志願! 美男剣 -荒井の巻-」（1983年、TX） - 才蔵
- 新・松平右近 第6話「白い花散る怨み川」（1983年、NTV / ユニオン映画） - 室田甚十郎
- 連続テレビ小説（NHK）
  - おしん（1983年）
  - 青春家族（1989年）
  - 君の名は（1991年）
- ザ・サスペンス / 回転ドアの女（1984年、TBS / 近藤照男プロ）
- 流れ星佐吉 第18話「とんだ情けの大道中」（1984年、KTV / 松竹）
- 私鉄沿線97分署 第4話「幸せイミテーション」（1984年） - 沢野信之
- 必殺シリーズ（ABC / 松竹）
  - 新・必殺仕舞人 第2話「大黒舞は殺しの舞」（1982年） - 辰吉
  - 必殺仕事人V 第11話「主水、送別会費を全部盗まれる」（1985年） - 権三
  - 必殺仕事人V・風雲竜虎編 第15話「江戸大仏からくり開眼」（1987年） - 坂口
- ただいま絶好調!（1985年、ANB / 石原プロ）
- 誇りの報酬 第1話「命令違反は刑事の勲章」（1985年、NTV / 東宝） - 銃器密売人
- 土曜ワイド劇場（ANB）
  - 牟田刑事官事件ファイル 第4作「財布を拾った女」（1985年12月14日） - 尾石エイジ
  - 迷探偵記者羽鳥雄太郎と駆け出し女刑事シリーズ 第2作「鳥羽の海に花嫁の死体を見た!」（1986年）
  - 原教子の「二泊三日の旅」シリーズ 第1作「お見合いツアー殺人事件」（1986年） - 赤間
  - 水中バレエ連続殺人事件（1988年）
  - 車椅子の弁護士・水島威 第3作「美人コンパニオン殺人事件」（1997年）
  - タクシードライバーの推理日誌 第9作「過去から来た女」（1998年） - 吉川刑事
- 金曜ドラマ / 深夜にようこそ（1986年、TBS） - 土工
  - 第3回
  - 第4回（最終回）
- あぶない刑事シリーズ（NTV / セントラル・アーツ）
  - あぶない刑事（1986年 - 1987年） - 中山和夫
  - もっとあぶない刑事 第11話「結婚」（1988年） - 田端
- ベイシティ刑事 第4話「チャイナタウンの女」（1987年、ANB / 東映）
- あきれた刑事 第21話「保険金デート」（1988年、NTV / セントラル・アーツ） - 苅野（巽会構成員）
- ゴリラ・警視庁捜査第8班 第1話「ポリス・アドベンチャー」（1989年、ANB / 石原プロ）
- 女ねずみ小僧 第7話「千両富は殺しの番号」（1989年、CX / C.A.L） - 伊三郎
- 名奉行 遠山の金さん（ANB / 東映）
  - 第2シリーズ 第6話「甘い囁きは女の敵」（1989年） - 網五郎
  - 第3シリーズ 第3話「怪盗の顔を見た!」（1990年） - むささびの源蔵
  - 第7シリーズ 第10話「赤猫まねき!?狙撃された桜吹雪」（1995年） - 般若の千造
  - 金さんVS女ねずみ 第20話「罠! 帰ってきた婚約者」（1998年） - 萬五郎
- 鬼平犯科帳 第1シリーズ 第21話「敵」（1990年、CX / 松竹） - 文助
- 代表取締役刑事（ANB / 石原プロ）
  - 第7話「リンゴ殺人事件」（1990年）
  - 第43話「我が家の楽園」（1991年）
- 12時間超ワイドドラマ / 次郎長三国志（1991年、TX） - 都田常吉
- 俺たちルーキーコップ 第11話「大発奮」（1992年、NTV）
- 銭形平次（CX / 東映）
  - 第2シリーズ 第11話「一度死んだ女」（1992年） - 庄五郎
  - 第3シリーズ 第12話「不運な夜」（1993年） - 佐太郎
- ネオドラマ / 素敵な人?! （1993年、ANB / T's co.,Ltd）
- 暴れん坊将軍（ANB / 東映）
  - 暴れん坊将軍V 第34話「潜入! いれずみ湯の風来坊」（1994年） - 仙三
  - 暴れん坊将軍IX 第32話「母なればこそ 椿の花は知っていた」（1999年） - 松五郎
- 先生はワガママ（1994年、ABC / 国際放映）
- 金曜エンタテイメント→金曜プレステージ（CX）
  - 松本清張三回忌特別企画・草の陰刻（1994年、レオナ） - 花田浩次
  - おんせんデカ 修善寺温泉駐在日記（1999年）
  - 浅見光彦シリーズ 第37作「長崎殺人事件」（2010年） - 山崎誠次郎
- 水戸黄門（TBS / C.A.L）
  - 第23部 第32話「酒に呑まれて人殺し -兵庫-」（1995年） - 馬五郎
  - 第25部 第1話「旅立ち -江戸・銚子-」（1996年） - 千造
  - 第27部 第9話「縁を結んだ南部駒 -盛岡-」（1999年） - 大崎
  - 第28部 第14話「忍者が狙った御老公 -名張-」（2000年） - 辰次
  - 第30部 第12話（2時間SP）「古都に消えた!双子の秘密 -京-」（2002年） - 七兵衛
  - 第32部 第3話「おらが蕎麦は日本一 -小諸-」（2003年） - 塚原軍太夫
  - 第33部 第11話「おっかさんは村の太陽 -岩国-」（2004年） - 中沢権六
  - 第36部 第11話「美人壷振り恋の償い -鳥取-」（2006年） - 鮫造
  - 第37部 第8話「嘘泣き父子の二人旅 -久保田-」（2007年） - 泰蔵
  - 第38部 第10話「人情長屋の心意気! -福井-」（2008年） - 儀平次
  - 第39部 第5話「ゴリ押し父子の悪企み -赤穂-」（2008年） - 佐平次
  - 第40部 第5話「はぐれ老公、お宝探し -弘前-」（2009年） - 毬栗の権兵衛
  - 第42部 第4話「剣に勝つ、医は仁術 -高田-」（2010年） - 橘屋清五郎
  - 最終回スペシャル（2011年12月19日） - 浪乃屋征次
- はぐれ刑事純情派（ANB / 東映）
  - 第6シリーズ（1993年） - 江原保
  - 第8シリーズ 第5話「セクハラ部長の死! 50%の殺意」（1995年）
- 水曜ドラマ / 竜馬におまかせ! 第4話「あ々、暁のエゲレス公使館 その2」、最終話（1996年、NTV） - 村垣淡路守
- 事件・市民の判決（1996年、TX）
- 大岡越前 第14部 第12話「偽証に悩む男の良心」（1996年9月2日、TBS /C.A.L） - 権次
- 土曜ドラマ / サイコメトラーEIJI 第1期 第2話「時計仕掛けのリンゴ」（1997年、NTV）
- びんぼう同心御用帳 第8話「初恋の日」（1998年、ANB / 東映） - 喜助
- 剣客商売（CX / 松竹）
  - 第1シリーズ 第1話「父と子と」（1998年）
  - 第4シリーズ 第8話「逃げる人」（2003年） - 仁助
- 御家人斬九郎 第4シリーズ 第7話「武者修行」（1999年、CX / 映像京都） - 長谷部
- 月曜ドラマスペシャル
  - 十津川警部シリーズ 特急しなの21号殺人事件（1997年、TBS） - 宝不動産経営
  - 水上署の源さん 東京運河 - 信州斑尾高原連続殺人事件（1999年、TBS） - 木村
- 日曜劇場 / サラリーマン金太郎 第1期（1999年、TBS / 木下プロ）
- 女同士（2000年、THK / 東宝）
- 火曜サスペンス劇場 / 刑事・鬼貫八郎 第12作「まだらの犬」（2001年、NTV / 国際放映） - 若槻俊二
- 女と愛とミステリー→水曜ミステリー9（TX / BS JAPAN）
  - 信濃のコロンボ事件帳 第1作「死者の木霊」（2001年） - 警視庁南品川署刑事
  - 西村京太郎サスペンス「トラベルライター佑子 特急あずさ号の悲劇」（2008年）
  - 特命おばさん検事! 花村絢乃の事件ファイル 第3作（2014年） - 大野隆司
- 八丁堀の七人（ANB / 東映）
  - 第3シリーズ 第4話「消えた盗賊! 船宿の女将の秘密」（2002年） - むささびの菊蔵
  - 第4シリーズ 第1話「目撃証言を拒む少女! 仏を捨てた鬼同心」（2003年） - 長吉
  - 第5シリーズ 第6話「女盗賊の涙! 二人の息子が対立を…」（2004年） - 萩原兵部
  - 第6シリーズ 第6話「人妻の秘密!? 奉行所の中で殺人が…」（2005年） - 長次
- 冬の輪舞（2005年、CX / THK） - 山岡省吾
- 銭形平次 第2シリーズ 第9話「最期の激闘!絶体絶命、下手人は笹野!!」（2005年、テレビ朝日）- 薬研堀の六兵衛 ※村上弘明版
- 探偵ブギ 第7話「真昼の決闘」（2007年、TOKYO MX）
- 火曜時代劇 / 遠山の金さん 第3話「悪徳金貸しになった奉行!? 遊女の純情と金さんの涙…」（2007年、EX / 東映） - 市蔵
- 新・警視庁捜査一課9係 第6シリーズ第8話「殺人渓谷」（2011年、EX / 東映） - 桑形村駐在所 警察官・能勢剛太郎 役
- ストロベリーナイト 第8話「感染遊戯」（2012年、CX）
- TRICK 新作スペシャル3（2014年1月12日、テレビ朝日） - 水神公望 役

### CM
- 『アサヒ ミニ樽CM』（アサヒビール 1980年）[5]
- 旭化成 ヘーベルハウス（2010年 - ）